# Gashanga (periodiskt vattendrag i Burundi, Muyinga)
Gashanga är ett periodiskt vattendrag i Burundi.   Det ligger i provinsen Muyinga, i den norra delen av landet, 150 kilometer nordost om huvudstaden Bujumbura.
Omgivningarna runt Gashanga är en mosaik av jordbruksmark och naturlig växtlighet. Runt Gashanga är det ganska tätbefolkat, med 207 invånare per kvadratkilometer.